# 三好守 (海軍軍人)
三好 守（みよし まもる、1923年（大正12年）5月24日 - 1945年（昭和20年）3月20日）は、日本の海軍軍人。海兵73期。太平洋戦争末期、人間魚雷「回天」の搭乗員として訓練中、事故により殉職した。殉職による一階級特進で最終階級は海軍大尉。

## 経歴
1923年（大正12年）5月24日、東京府（現、東京都）で生まれる。1944年（昭和19年）3月22日に海軍兵学校（海兵73期）を卒業すると、同年9月6日に人間魚雷「回天」を創案した黒木博司・仁科関夫と共に第一特別基地隊光基地に着任、「回天」搭乗員として出撃までの時間を訓練にて過ごす。
1945年（昭和20年）3月20日、小雨が降る荒天の中、「回天」特別攻撃隊多々良隊長として出撃する直前の基地発進訓練を光基地沖で行っていたところ、目標艦の艦底中央を全速30ノットで通過する際、下まで降り切っていなかった特眼鏡が艦底に激突して根元から破損、特眼鏡を見ながら進んでいったために三好は眉間を割られて失神している際に艇は浸水し沈没、溺死・殉職した。享年21。目標艦に接近しすぎていたからか、設定した深度が浅すぎたのが原因と思われる。訓練中の殉職のため、一階級特進で海軍大尉に昇進した。
三好の没後、柿崎実は三好の遺骨を抱いて、同年5月2日に沖縄県海域で特攻・戦死した。